# Пропаганда в античному Римі періоду правління Октавіана Авґуста
Римський імператор Август використовував різні форми пропаганди, коли він прийшов до влади.
Август використовував кілька форм мистецтва та літератури, щоб похвалитися образом примусу Pax Romana («Римський світ», він же Pax Augusta). Його можна сприймати як історично важливу фігуру, яка ефективно використовувала пропаганду для створення та підтримки свого принципату. Широкий спектр пропаганди Августа був націлений на всі аспекти римського суспільства: мистецтво, архітектура та карбування монет, щоб звернути увагу на широке населення, і літературу, таку як поезія та історія, для заможних вищих класів.
Пропаганда існувала не лише як форма ЗМІ, але й сім’я Августа, особливо жінки, відігравали ключову роль у допомозі зберегти принципат. Його сім'я відігравала важливу роль у тому, щоб бути прикладом ідеального римського громадянина, цей аспект чітко проголошено через відповідальність його дружини. Крім того, одна з його дочок, Юлія Старша, була незамінною для зміцнення родоводу Августа в майбутньому правлячому поколінні, забезпечуючи продовження успішної спадщини Августа.
Таким чином, багатогранний підхід Августа дозволив йому домінувати в державному та приватному секторах щоденного римського життя. Археологічні дані та наукові інтерпретації демонструють ефективність пропаганди Августа.
Образи, які Август хотів спроектувати, мали на меті обожнювати його в усіх римських аспектах, від військового з успішними тріумфами до надійного релігійного лідера через підтвердження його божественного походження від Юлія Цезаря. Найважливіше те, що Август мав на меті стабілізувати Рим від громадянської боротьби, оскільки місто було охоплене боротьбою за владу.

### Історія

#### Res Gestae
Найпоширенішим твором літератури Августа є Res Gestae Divi Augusti (Діяння Божественного Августа), документація, написана Августом незадовго до його смерті, в якій перераховуються досягнення та визнання, які він отримав за своє життя. Таким чином, текст – незважаючи на те, що мало вплинув на період його правління – мав вирішальне значення для створення образу Августа, який мав залишитися після його смерті. Наміри Августа чітко окреслені в його першому рядку:
Нижче копія діянь божественного Августа, якими він підкорив всю широку землю владі римського народу, і грошей, які він витратив на державу та римський народ...
 Одразу Август встановлює свою релігійну владу через зв'язок титулу «божественний». Його важливість і дії для держави постійно згадуються в Res Gestae. Август демонструє свою військову силу через анекдоти про свої завоювання, спираючись на те, як він героїчно помстився своєму прийомному батькові Юлію Цезарю, перемігши його вбивць. Кажуть, що Август мав намір розмістити Res Gestae на зовнішній стіні його мавзолею, однак археологи знайшли копії в Галатії в Малій Азії та Антіохії в Пісідії, що підтверджує ідею, що імператор мав намір прославити не лише свої життєві досягнення. але Рим в цілому.
Хоча всі події, записані в Res Gestae, можна підтвердити, Август вирішив опустити інформацію, наприклад, таку як ім’я Марка Антонія.

### Поезія

#### Енеїда
Найвідомішим твором поезії за часів Августа була «Енеїда» Вергілія, яка, по суті, розповідає про народження Риму через його засновника Енея, троянського воїна, що вижив. Поема є символом походження римського народу, і, таким чином, пов’язуючи Августа як нащадка Енея, Вергілій проілюстрував, як Август створив новий процвітаючий Рим і наскільки він є невід’ємною частиною римської культури. Крім того, Вергілій забезпечив довіру та підкріпив божественність Августа, представляючи імператора, як написано:
Знову й знову ви чули його обіцяний прихід — Цезаря Августа! Син бога [Юлія Цезаря], він поверне Золотий вік на поля Латиї, де колись панував Сатурн, розширить свою імперію повз гарамантів [північноафриканське плем’я] та індіанців до землі за зірками, за колесом року, хід самого сонця, де Атлас несе небо і обертає на своєму плечі небо, усипане палаючими зірками. Навіть зараз Каспійське та Меотичне царства тремтять від його приходу, оракули б'ють на сполох, а сім гирл Нілу хвилюються від страху. Навіть сам Геракл не зміг би подолати такий величезний простір землі...

#### Метаморфози
Крім того, інший римський автор Овідій написав твір під назвою «Метаморфози», в якому докладно описує історію до обожнювання Цезаря, яка на диво включає короткий розділ про Августа. Твір Овідія посилив внески, надані Августом для принципату. 
Бачачи добрі справи свого сина [Августа], Цезар [Юлій] визнає, що вони перевершують його власні, і радіє, що він перевершив його.
Це також натякає на божественне та релігійне походження Августа, і ще раз стосується того, як Августу вдалося принести мир і процвітання Риму. Існують також подібні згадки про лідерство Августа в «Книгах Сивіліни», Овідій, безсумнівно, приймає цей факт. Четверта книга, особливо присвячена Венері, богині Юлія Цезаря, який стверджував, що він був нащадком, наголошуючи на божественній спадщині Августа, ще раз зміцнюючи його позицію як законного правителя Риму.

## Мистецтво
Твори мистецтва Августа також служили пропагандою, і хоча картин не так багато, скульптури Августа дали зрозуміти, яким він хотів себе зобразити.

### Скульптури

#### Тип B - Ранні портрети[8]
- Класичний грецький вплив
- З гідністю зображує юнака
- Хвилясте акуратне волосся, кістляві, але рівні риси обличчя, стриманий вираз відображають тверду владу

#### Статуї типу Акцій/Октавіан[8]
- Бронза
- Зображений у вигляді юного правителя
- Змінені елліністичні риси
- Римська традиція — це маленькі очі, гостре підборіддя, насуплені брови, тонкі стиснуті губи
- Зморшкувате чоло говорить про серйозне занепокоєння Римом

#### Тип Prima Porta[8]
- Єгипетський тип
- Молодий лідер
- Більшість портретів зустрічається в цьому стилі
- Відчуття безчасовості – усунене від життя, але не обожнене
- Повніше обличчя, без зморшок
- Стиль закріпив його статус імператора Caesar divi filius

#### Тип Forbes[8]
- Портрет
- Реалістичний, менш абстрактний
- Волосся менш укладене
- Створені більш природні пропорції обличчя
- Ознаки кісток і зморшок
- Зображує Августа як принцепса і pater patriae

## Програми  для архітектури та будівництва

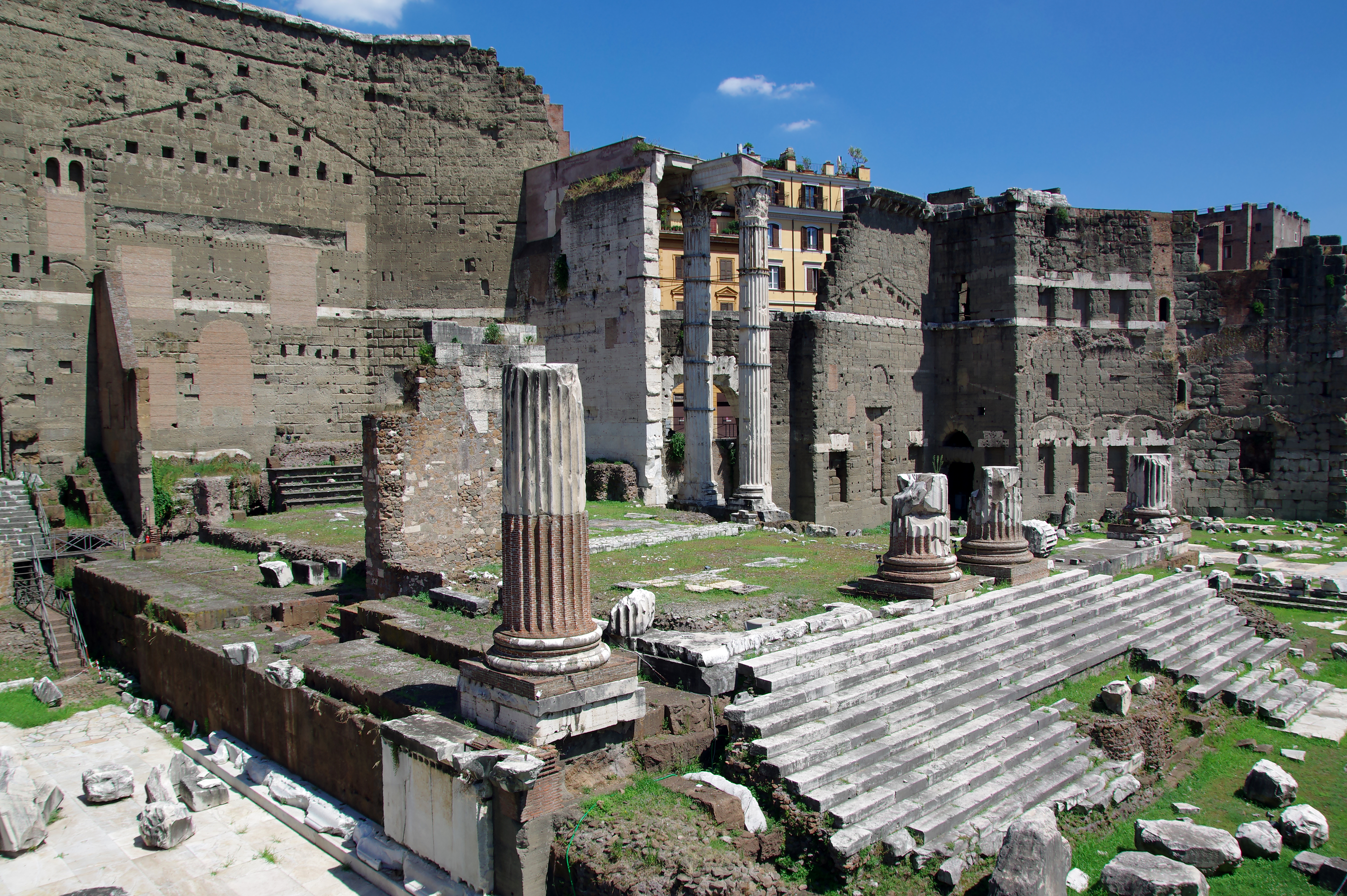
Форум Авґуста

Відновивши Рим за допомогою своєї будівельної програми, Август міг фізично продемонструвати процвітання, яке він створив, і таким чином забезпечити лояльність римських громадян. Август згадує в Res Gestae, що він відновив вісімдесят два храми та відремонтував мости та акведуки, включаючи театр Помпея. Таким чином Август міг довести цими пам’ятниками, що «Рим воскресає».
Крім того, Август ефективно використовував свою будівельну програму, щоб його сприймали як всемогутнього відновника процвітаючого Риму. Забезпечуючи безпеку міста, Август зміцнював свій імідж рятівника Риму та приносія процвітання та миру. Светоній і Діон вважають, що це скористалося підтримкою класів сенаторів і еквітів, оскільки їх також заохочували створювати пам’ятники під своїми іменами, викликаючи повагу та беззаперечну лояльність до Августа.
Прикладами відомих будівель є Форум Августа, Ara Pacis, храм Актіанського Аполлона та храм Марса Ультора.

## Монети
Ендрю Уоллес-Гедрилл пояснює, що є два способи інтерпретації використання монет Августа. Він використовує терміни легалістичний і харизматичний для класифікації типів монет, вироблених для зміцнення влади Августа. Враховуючи, що більшість римського населення була неписьменною, зображення Августа було першорядним, особливо тому, що воно досягне всіх куточків імперії. Монети також були ще одним способом нагадувати громадянам про їхню вірність і службу принципату.

### Легалістичний
Як офіційно визнана монета, надана Принципатом, ідеалізований образ Августа самого себе був пронизаний усю валюту. Вони також були відомі як імперські монети, які використовувалися як метод оцінки того, як імператор збирався бачити себе. Таким чином імператор вирішував, яким він буде зображений на відміну від «упередженого уявлення історика». Його найвідоміша монета, Август, продовжуючи своє зображення сина-месника, створив свої монети з фразою DIVI FILIUS, також відомою як син божества, щоб віддати шану своєму прийомному батькові Юлію Цезарю.

### Харизматичний

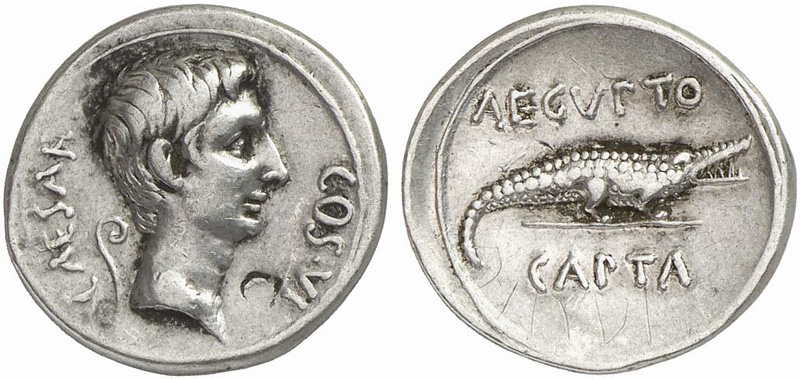
AEGYPTO CAPTA

Цей тип монети, хоч і не такий значний, як легальне карбування, мав певний вплив на створення та підтримку іміджу імператора.
Прикладом цього є монета Августа на святкування його завоювання Єгипту. Символічна перемога над так званим варварським Сходом була утвердженням могутності та сили Августа, оскільки він зміг усунути громадянську боротьбу, яка постійно мучила Рим після смерті Цезаря. Це була особливість, яку варто увічнити через архітектуру, поезію та монети, які розповсюджуватимуться по кожній частині імперії.

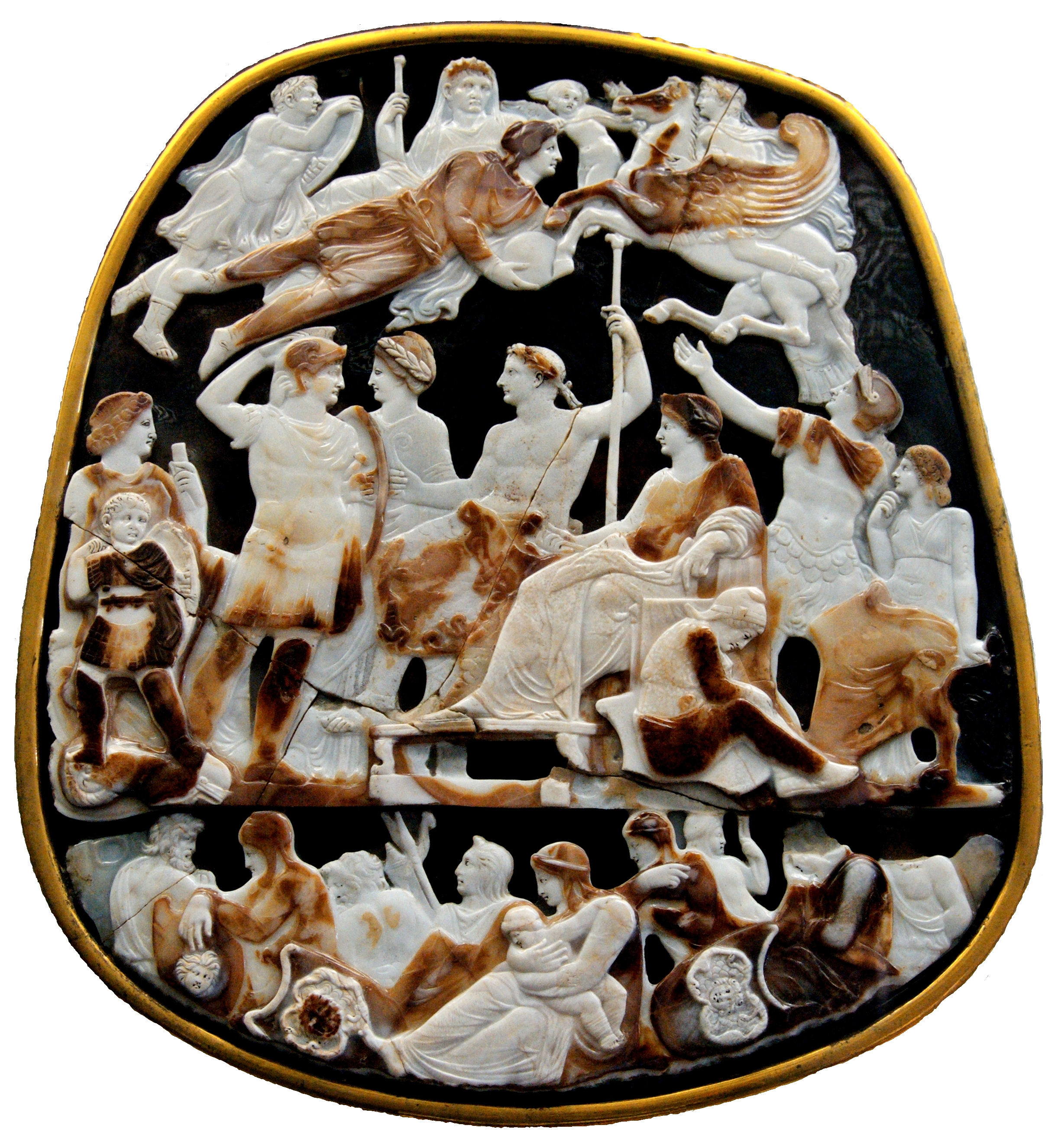
The Great Cameo of France with an allegory of Augustus and his family

## Імператорська родина та жінки
Роль імператорської сім'ї по відношенню до жінок полягала в тому, щоб прикрашати і хвалити образ і чесноти Августа.
Це видно з поведінки Лівії. Вона була ідеалістичним зображенням традиційної римської жінки через її мораль і етику. Будучи консервативним традиціоналістом, Август запропонував серію моральних реформ, які зміцнили цінності жінки як підпорядкованої та цнотливої. Зображення Лівії на статуях приховують її шкіру, представляючи скромну та консервативну жінку. Можна зробити висновок, що основний внесок Лівії полягав у допомозі Августу підтримувати його моральні реформи.
Юлія була так само важливою, підкреслюючи важливість народження дітей і шлюбу, просто використовувалась як інструмент Августа для просування своєї моральної кампанії. Таким чином, інші імператорські жінки також повинні були демонструвати таку ж поведінку, як Лівія та Юлія. Однак після низки шлюбів і розлучень Юлія стала відомою своєю подружньою поведінкою, що суперечить моралі Августа, і згодом була вигнана, оскільки більше не відповідала цінностям імператора.